# Чихуахуа
Чихуа́хуа́ (исп. Chihuahua [tʃiˈwawa]) — порода собак-компаньонов. Считается самой маленькой собакой в мире и носит имя мексиканского штата Чиуауа. Есть предположение, что предки этой собаки жили в дикой природе, и в эпоху цивилизации тольтеков были одомашнены ими. Имеет компактный корпус и отличается бойким и смелым характером. Кинологи утверждают, что эта порода занимает одно из самых значительных мест в истории древнего и современного собаководства. Чихуахуа оказала значительное влияние на формирование других карликовых пород. Однако у породы чихуахуа есть ряд достоинств и преимуществ перед другими миниатюрными собаками: крепкое здоровье, высокий интеллект, контактность и покладистый характер.

## История породы
Большинство исследователей сходится на том, что родина собаки — штат Чиуауа. Находящийся на севере Мексики и граничащий с американскими штатами Нью-Мексико и Техас, Чиуауа самый большой по площади (247 087 км²) среди 32 штатов страны. Именно здесь в середине 1800-х годов собаководы впервые обратили внимание на собак породы чихуахуа.
Мексиканские торговцы продавали этих маленьких собак на приграничных территориях туристам, те в свою очередь начали привозить их в США и Канаду в качестве домашних животных. Собаки привлекали многообразием типов; существовали особи как с удлинённой шерстью, так и с короткой. Разнообразная расцветка шерсти, миниатюрные размеры, уравновешенный характер — всё это нравилось туристам. Тогда у собаки не было названия, и её называли по названию регионов, в которых она встречалась — «собакой Аризоны», «собакой Техаса», «собакой Мексики» или «собакой Чиуауа», современное название «чиуауа» укрепилось с выходом первого стандарта породы.
Появление чихуахуа Гиджета в конце 1990-х годов в рекламной кампании сети Taco Bell в течение последующих лет сделало породу одной из самых популярных в США и Канаде.

### Течичи
Согласно наиболее распространенной и самой вероятной теории, предком чихуахуа была древняя собака течичи. Немые течичи были крупнее современных чихуахуа, отличались более длинной шерстью и жили с тольтеками — народом, населявшим территорию «средневековой» Месоамерики с IX века нашей эры. По другой версии течичи были одомашнены ещё цивилизацией майя. Течичи разводились ими для употребления в пищу и использовались для жертвоприношений — собак мумифицировали и хоронили вместе с хозяевами, как компаньонов в загробной жизни. Скорее всего впоследствии эти религиозные обряды майя были унаследованы тольтеками.
Историю течичи можно проследить по рисункам, изображениям в резьбе по камню, гончарным изделиям, а также по многочисленным захоронениям, в которых были обнаружены их останки. В крупнейшем религиозном центре тольтеков в городе Чолула было около сотни пирамид, украшенных золотом и драгоценными камнями. Сооружение одной из самых крупных пирамид началось ещё ольмеками во II веке до нашей эры, и позже строительство было продолжено тольтеками. На стенах пирамиды изображены сцены из жизни, в которых присутствуют и маленькие собаки.
В XII веке нашей эры племена ацтеков прибыли с севера и заселили земли тольтеков, положив тем самым конец их цивилизации. К XVI веку нашей эры империя ацтеков располагалась на территории современной Мексики. Идея жертвоприношения была ключевой в культе ацтеков. В жертву приносились как люди, так и животные — в том числе и собаки.
Подобно майя и тольтекам, ацтеки хоронили собак вместе с останками хозяев. Они считали, что течичи поможет своему господину найти путь в загробный мир Миктлан. Путешествие в Миктлан длилось четыре дня. Умерший проходил между двумя горами, которые нависали над ним, грозя раздавить. Пройти надо было так, чтобы избежать и обрушивающихся камней, и нападения гигантского крокодила и змеи. Затем умерший пересекал восемь пустынь и поднимался на восемь горных пиков. Следующее испытание — ледяной ветер невиданной силы, который метал в идущего в царство мёртвых острые обсидиановые лезвия и огромные валуны. Затем покойник садился на спину течичи, которая освещала ему путь своими рубиновыми глазами, и переправлялся через широкую подземную реку. После этого умерший попадал к Миктлантекутли — правителю царства мёртвых — и приносил ему дары, которые положили в могилу родственники покойного. Миктлантекутли отводил человеку место в одной из девяти преисподних.
В 1521 году Ацтекская империя была уничтожена испанскими конкистадорами во главе с Эрнаном Кортесом. Завоеватели начали искоренять все, что было связано с религиозными представлениями и культурными традициями индейских племен. Были разрушены храмы и уничтожены древние книги. Священная порода собак также подверглась истреблению и оказалась на грани исчезновения. Части собак удалось скрыться в джунглях, где они одичали.
Некоторые историки считают, что чихуахуа не является прямым потомком течичи, а появилась путём скрещивания тичичи с китайской хохлатой собакой, представители которой жили на испанских кораблях в качестве охотников на крыс.

### Европейская теория и исследование ДНК
Существовала и другая версия происхождения чихуаxуа. По одной из теорий она появилась в Европе, в частности на Мальте. Расположенный в 80 км от Италии этот средиземноморский остров когда-то был домом мелиты (прародителем современной мальтийской болонки или мальтезе). Двух собак объединяет наличие родничка; так около 80—90 % всех чихуахуа рождаются с неокостеневшим участком свода черепа.
Ещё одним доказательством европейского происхождения чихуахуа можно было бы считать роспись в Сикстинской капелле в Ватикане. Написанная в 1481—1482 годах итальянским художником Сандро Боттичелли фреска «Призвание и испытания Моисея» изображает мальчика с маленькой собакой в руках очень похожей на современную чихуахуа. Фреска была завершена за десять лет до того, как Христофор Колумб открыл Америку, а соответственно художник не мог знать, как выглядели мексиканские собаки течичи или ксолоитцкуинтли.
Если бы подобная гипотеза была верна, то можно было бы предположить, что испанские конкистадоры не привозили этих собак в Старый Свет, а, наоборот, взяли их с собой из Европы в путешествие к берегам Индии.
Однако исследование ДНК коренных американских собак, опубликованное в 2013 году, пролило свет на возникновение породы. Ученые Королевского технологического института в Стокгольме в Швеции изучили происхождение нескольких современных американских пород собак, в том числе и чихуахуа. Они сравнили митохондриальную ДНК чихуахуа с образцами азиатских и европейских собак и не нашли связи между ними. Вместе с этим они обнаружили самый распространенный (встречается у 5/14 особей) и одновременно уникальный для современной чихуахуа гаплотип. Такой же гаплотип был найден и в образцах мексиканских доколумбовых собак. Это доказывает, что предки чихуахуа жили в Мексике ещё до прибытия туда европейцев, а также опровергает теорию родства современных чихуахуа с китайскими хохлатыми собаками.

### Современные чихуахуа
Одно из первых подробных письменных описаний чихуахуа было сделано американским кинологом шотландского происхождения Джеймсом Уотсоном. По дороге в Сан-Франциско на выставку собак в 1888 году Уотсон заехал в Эль-Пасо, где пересек границу с Мексикой, чтобы подтвердить или опровергнуть распространявшиеся тогда слухи о породе миниатюрных собак. Там у местного продавца за 5 долларов он купил свою первую чихуахуа, которую позже назвал Манзанитой. Уотсон впоследствии вернулся в Мексику, чтобы приобрести ещё несколько собак, в том числе и одного из будущих чемпионов породы — чихуахуа Хуареса Белла.
В 1890-е годы во время гастролей знаменитой итальянско-французской оперной певицы Аделины Патти в Мексике президент страны в знак признания преподнёс ей букет цветов, в котором была спрятана крохотная собака — чихуахуа. Певица часто брала её с собой на гастроли, что сыграло важную роль в популяризации породы, так как на тот момент многие лишь слышали о собаке, но никогда не видели её.
Лишь в 1904 году в Филадельфии на выставке Американского клуба собаководов чихуахуа была представлена в лице гладкошёрстной суки по кличке Миджет, которую заводчик Х. Райнер приобрёл также на границе с Мексикой. Национальный клуб чихуахуа был основан в 1923 году. В то же время был написан первый официальный стандарт породы, включающий в себя только гладкошёрстных чихуахуа. В 1928 году Канадский клуб собаководов добавил чихуахуа в список официально признанных пород. А четверть века спустя, в 1948 году в старейшем клубе мира, Английском клубе был создан Британский клуб чихуахуа, в котором в 1954 году англичане совместно с американскими коллегами разработали второй стандарт, включивший в себя уже две разновидности породы: гладкошёрстную и длинношёрстную.

### Появление в СССР
Официальным отсчётом времени появления чихуахуа в СССР принято считать 1959 год, когда в период Холодной войны и Кубинского кризиса первому секретарю ЦК КПСС Никите Сергеевичу Хрущёву в знак дружбы между советским и кубинским народами кубинский революционер Фидель Кастро подарил двух длинношёрстных чихуахуа: кобеля Спэнки Бэмби Герцога (домашняя кличка Миштер) и суку Дону Тессу Герцогиню (домашняя кличка Мушинка).
Дочь Хрущёва дружила с Евгенией Фоминичной Жаровой (автором русского той-терьера), и в 1964 году семьей Хрущёвых эти две собаки были ей подарены, и переехали к ней жить. Миштера вязали с привозной сукой чихуахуа Долл, и именно от этой пары в СССР появились одни из первых чихуахуа с родословной. Мушинку Жарова не рискнула вязать, так как собачка была маленькой, ей шёл шестой год, и она прожила свою жизнь просто как домашняя любимица, щенков от неё получено не было. Евгения Фоминична, по воспоминаниям современников, была бескорыстным энтузиастом и рисковать жизнью собаки ради получения одного-двух щенков считала невозможным.
Именно Мушинку можно увидеть в руках у героя Бубы Касторского в фильме «Неуловимые мстители». Режиссёр считал, что чёрно-белая длинношёрстная чихуахуа Мушинка очень эффектна для съёмок. Образ Бубы для фильма был позаимствован у Хавьера Кугата (1900—1990), руководителя оркестра, короля румбы и известного актёра. Он был одним из главных популяризаторов породы чихуахуа в 1930—1940 годах.

## Внешний вид
Глядя на чихуахуа, её можно описать как собаку быструю в движении, с хорошей реакцией, живым характером, абсолютно бесстрашную. Они чрезвычайно подвижны, любознательны, неутомимы и выносливы.
По темпераменту чихуахуа дружелюбны к людям и другим животным, без признаков злости и трусости. Агрессивный или чрезмерно пугливый характер считается дисквалифицирующим пороком породы.
По стандарту породы возможны самые разные окрасы.
Окрас мерле у чихуахуа является спорным и признается не везде. Животные с этим окрасом могут испытывать проблемы со слухом и зрением, включая глухоту от частичной до полной, увеличенное внутриглазное давление, аметропию (затуманивание изображения на сетчатке глаза), микрофтальм (маленький размер глазного яблока), колобому (дефект зрачка), аномалии развития костной, репродуктивной систем и сердца.
Чихуахуа имеет манеру очень высоко держать умеренной длины хвост, который либо изогнут, либо образует полукольцо с кончиком, направленным к области поясницы. Хвост по виду плоский, средней длины; широкий у основания, постепенно сужается к кончику. Неприемлемо положение между задними ногами, а также хвост, завёрнутый ниже линии спины. Шёрстный покров хвоста зависит от разновидности и гармонирует с шерстью корпуса. У длинношёрстных чихуахуа шерсть на хвосте образует подвес. В покое хвост опущен и слегка загнут. Для кобеля чихуахуа предпочтительна квадратная форма. Сука может иметь более растянутый корпус, что обусловлено репродуктивной функцией.
Глаза чихуахуа крупные, округлой формы, очень выразительные, не выпученные, абсолютно тёмные. Хотя и светлые глаза допустимы, но не предпочтительны. Удивительно крупные уши чихуахуа, стоячие, широко расставленные, широкие у основания, постепенно сужающиеся по направлению к слегка закруглённым кончикам.
Угол наклона уха относительно вертикали составляет 45 градусов. Шея у чихуахуа отличается по половому признаку (толще у кобелей, чем у сук), а верхняя линия слегка выпуклая. Шея средней длины. У длинношёрстных чихуахуа наличие удлинённой шерсти желательно. Грудная клетка широкая и глубокая, рёбра хорошей округлости. При взгляде спереди — объёмная, но не чрезмерно, сбоку — достигает уровня локтей. Не бочкообразная. Конечности чихуахуа спереди прямые, достаточно длинные; при взгляде спереди образуют прямую линию с локтями, при взгляде сбоку они прямые. Задние конечности имеют хорошую мускулатуру, длинные кости вертикальны и параллельны друг другу, с хорошими углами тазобедренных, коленных и скакательных суставов в гармонии с углами передних конечностей. Лапы чихуахуа очень маленькие, овальные с хорошо разведёнными пальцами, но не распущенными (ни заячьи, ни кошачьи). Умеренной длины когти очень выпуклые. Подушечки хорошо развиты и очень эластичны. Прибылые пальцы не желательны.
Существует два основных вида формы черепа чихуахуа — «олень» и «яблоко». По стандартам Американского клуба собаководства и Международной кинологической федерации, есть только два разных типа чихуахуа — гладкошерстные и длинношерстные. В обоих типах голова яблокообразной формы предпочтительнее. Термины «яблоко» и «олень» — лишь прозвища, которые люди используют для описания разницы. Большинству собак присущи смешанные черты этих разновидностей.
Собаки типа «яблоко» имеют короткий нос, широко расставленные, крупные и довольно выразительные глаза чуть на выкате, широкий и довольно высокий лоб. Уши не слишком большие, но также расположены на значительном расстоянии друг от друга, и достаточно широки у основания. Спина ровная и крепкая, шея массивная, грудь широкая и мощная. Хвост не длинный, и не тонкий. Идеально, если он напоминает по форме сабельку. Лапы крепкие, компактные, не слишком длинные. Углы сочленений хорошо выражены. В движении чихуахуа этого типа чувствуется сила и энергия.
Тип «олень» характеризуется более длинным носом. Это собака более элегантна и утонченна. Голова, как правило, не слишком большая и широкая, несколько вытянута. Уши большие и могут быть высоко поставлены. Спина легче, как и грудная клетка. Конечности меньше и тоньше. Хвост тонкий и длинный. В движениях не чувствуется силы и мощи, собака двигается как будто чуть касаясь земли. Двигательные суставы плохо выражены. Тип «олень» находится по стандартам на грани допустимого. Все собаки нетипичного или чрезвычайно стилизованного строения, с легкой головой, длинной шеей, стройным телом, длинными конечностями должны выбраковываться.
В породе не учитывается рост. Вес составляет от 1 до 3 кг, в идеале — 1,5—2,5 кг.

## Здоровье
Чихуахуа — генетически здоровая порода; взрослая собака, за здоровьем которой следят, практически не болеет. Чихуахуа в среднем живут 14—16 лет. Но встречаются и такие особи, которые доживают до 18—20 лет. Самым старым чихуахуа является собака по кличке Спайки из США, которой на начало 2023 года исполнилось 23 года. Спайки занесена в книгу рекордов Гиннесса.
Наиболее распространенными заболеваниями этой породы являются: аллергии, гипогликемия, дисплазия митрального клапана сердца, гидроцефалия, стеноз легочного ствола, демодекоз, мочекаменная болезнь, эпилепсия, крипторхизм, ревматизм костей, медиальный вывих коленной чашечки, варусная деформация конечностей, кранио-цервикальная мальформация, прогрессивная атрофия сетчатки, трудности родов и проблемы с зубами и деснами.
Необходимо внимательно следить за тем, чтобы чихуахуа не переохлаждались. Переохлаждения могут спровоцировать ОРВИ и последующие бронхолегочные болезни.

#### Аллергии
Аллергии у чихуахуа могут проявиться на корм, предметы повседневного обихода, шампуни, мыло, синтетические моющие средства, парфюм хозяев. Проявляются аллергии у чихуахуа в основном кожными высыпаниями и потерей шерсти; собаку может тревожить зуд, она может сама выгрызать участки поражения.

#### Гидроцефалия
Собаки породы чихуахуа единственные, кто рождается с родничком. Только к 3—4 месяцам происходит окончательное формирование свода их черепа. Из-за этой физиологической особенности чихуахуа предрасположены к гидроцефалии.

#### Проблемы с зубами и деснами
Наиболее частыми заболеваниями ротовой полости являются пульпит, кариес, зубной камень, ретенционные кисты, периодонтит, случаются также переломы нижней челюсти. Поэтому с раннего возраста нужно ухаживать за их зубами. Часто молочные зубы чихуахуа не выпадают сами, и если их вовремя не удалить, то прикус может сильно испортиться.

#### Гипогликемия
Чихуахуа подвержены риску гипогликемии (низкий уровень глюкозы в крови). Гипогликемия чаще встречается у более хрупких взрослых собак, а также щенков, и может возникнуть от переутомления, после повышенной активности, или в связи с нерегулярным кормлением (если собака не ела более 6 часов). Признаки гипогликемии включают летаргию, сонливость, трудности с координацией движений, спазмы мышц шеи (запрокидывание головы назад или в сторону), обмороки и судороги. Гипогликемии можно избежать с помощью адекватного питания и частых кормлений (3-4 раза в день). Для чрезвычайных ситуаций владельцы чихуахуа должны иметь под рукой простую сахарную добавку, например, кукурузный сироп. Эту добавку можно втирать в десны и верхнюю часть рта, чтобы быстро повысить уровень глюкозы в крови.